# John Racener
John Racener (16 december, 1985) is een professionele pokerspeler uit de Verenigde Staten. Tijdens het Main Event van de World Series of Poker 2010 eindigde hij als tweede, waarmee hij meer dan $5.500.000,- won. Hij verloor van de Canadees Jonathan Duhamel.
Racener bereikte meer dan eens de finaletafel tijdens de World Series of Poker. Zo eindigde hij ook als tweede in het  $10.000 Seven Card Stud Hi/Lo-toernooi van de WSOP 2014, achter George Danzer. Daarnaast werd hij onder meer derde in het $10.000 Seven Card Stud Hi/Lo Championship-toernooi van 2011, zesde in zowel het $2.500 Omaha/Seven Card Stud Hi/Lo-toernooi van 2008 als het $1.500 Omaha Hi/Lo-toernooi van 2012 en zevende in het $5.000 Pot Limit Omaha Hi/Lo-toernooi van 2009. Ook eindigde hij op de vijfde plek van het £5.000 Pot Limit Omaha-toernooi tijdens de World Series of Poker Europe in 2010.
Racener won tot en met juni 2015 meer dan $8.550.000,- in pokertoernooien.